# Flutamid
Flutamid (łac. flutamidum) – organiczny związek chemiczny, pochodna fenylopropanamidu. Substancja o silnym działaniu antyandrogennym. Stosowana jako lek w hormonoterapii, przede wszystkim raka gruczołu krokowego.

## Preparaty
- Apo‑Flutam
- Flutamid EGIS
- Eulexin